# باسل خياط
باسل خياط (مواليد 29 أغسطس 1977-) هو ممثل سوري، عمل في  المسرح والتليفزيون والسينما.

## الحياة المبكرة والتعليم
ولد باسل خياط في 29 أغسطس 1977 في العاصمة السورية دمشق، ولديه شقيق يدعى محمد. بدأ التمثيل في سن الثامنة من خلال المشاركة في مسرح الأطفال. عندما تقدم لاختبارات القبول في المعهد العالي للفنون المسرحية (دمشق)، تم رفضه في المرة الأولى، لكنه قبل في العام التالي، حيث تخرج مع قصي خولي وسلافة معمار. خلال مسيرته، شارك في العديد من العروض المسرحية في فرنسا، مصر، بيروت، الأردن، الكويت، وسوريا.

## حياته الشخصية
ارتبط باسل خياط لفترة بالفنانة التونسية هند صبري، لكن العلاقة لم تكتمل بالزواج. وهو حاليًا متزوج من ناهد زيدان، ولديه ابن يدعى شمس وابنة تدعى إيزابيل.

## المسيرة الفنية
بدأ باسل خياط مسيرته التلفزيونية في مسلسل كان ياما كان، ثم شارك في العديد من الأعمال، وكان دوره في مسلسل أسرار المدينة (2000) للمخرج هشام شربتجي أحد أدواره البارزة، حيث نال إعجاب الجمهور. كما حظي بإشادة النقاد عن أدائه في مسلسل أحلام كبيرة (2004) للمخرج حاتم علي.
كانت انطلاقته في الدراما المصرية من خلال مسلسل نيران صديقة (2013)، حيث أدى دور قذاف، وحقق نجاحًا لافتًا، مما جعله يحظى باهتمام الجمهور المصري والمخرجين.
في عام 2015، شارك في لجنة تحكيم برنامج عرب كاستنغ لاكتشاف المواهب التمثيلية، والذي عرض على قناة أبو ظبي.

## أعماله

### في السينما
- قمران وزيتونة (2002)
- رؤى حالمة (2003)
- باب شمس: الرحيل (2004)
- باب شمس: العودة (2004)
- العشاق (2005)
- الشياطين (2007)
- الليل الطويل (2009)
- فيلم سيلينا عن مسرحية هالة والملك إخراج حاتم علي (2009)
- الثمن (2023)

### المسرح
- عشاء الوداع
- لن يكون
- حفل تكريم وتأبين
- هواية الحيوانات الزجاجية
- ألو تشيخوف
- نزوة عاشق
- هذه المرة
- مسرحية سيلينا (2008)

### في التلفزيون
- كان ياما كان 4 (2000)
- الطير (1998)
- الخيزران (1999)
- دنيا (ضيف شرف) (1999)
- أسرار المدينة (2000) بدور "عامر"
- البواسل (2000) بدور "شاهين"
- الأيام المتمردة (2001)
- بقعة ضوء 1 (2001)
- صلاح الدين الأيوبي (2001) بدور "صاحب الأحداث المراد"
- حكايا المرايا (2001)
- أبناء القهر (2002) بدور "بسام"
- صراع الزمن (2002)
- حديث المرايا (2002)
- مرايا 2003 (2003)
- قبل الغروب (2003)
- أيامنا الحلوة (2003) بدور "صباح"
- ربيع قرطبة (2003) بدور "زياد"
- عشنا وشفنا (2004)
- أحلام كبيرة (2004) بدور "عمر"
- التغريبة الفلسطينية (2004) بدور "حسن"

- قيد مجهول (2021) بدور "يزن"
- عصر الجنون (2004) بدور "عمرو/ رياض"
- حديث المرايا (2005)
- أحقاد خفية (2005) بدور "فايز"
- رجال ونساء (2005) بدور "زياد"
- الغراب (2005)
- الظاهر بيبرس (2005) بدور "سيف الدين قطز"
- أهل الغرام (2006) (أدوار متعددة)
- وشاء الهوى (2006) بدور "ليث"
- مرايا (2006)
- الهاربة (2007) بدور "رياض"
- على حافة الهاوية (2007) بدور "منصور"
- جنون العصر 2 (2007) بدور "عمرو/ رياض"
- جرن الشاويش (2007) بدور "عاشور"
- وجه العدالة (2008)
- وحوش وسبايا (2008)
- جمال الروح (2008) بدور "عماد"
- صراع على الرمال (2008) بدور "عامر"
- عرب لندن (2008)
- أهل الغرام 2 (2008) (شخصيات متعددة)
- طوق الياسمين (2008) بدور "فادي"
- الدوامة (2009) بدور "عدنان المغربل"
- رجال الحسم (2009) بدور "فارس"
- أبو خليل القباني (2010) بدور "أبو خليل القباني"
- الخبز الحرام (2010) بدور "زهير"
- وراء الشمس (2010) بدور "عبادة"
- القعقاع بن عمرو التميمي (2010) بدور "يزدجرد"
- بقعة ضوء 8 (2011) (شخصيات متعددة)
- سوق الورق (2011) بدور "مختار"
- الزعيم (2011) بدور "حسن"
- الغفران (2011) بدور "أمجد"
- تعب المشوار (2011) بدور "كمال"
- سنعود بعد قليل (2013) بدور "كريم"
- نيران صديقة (2013) بدور "قذاف"
- مكان في القصر (2013) بدور "نادر"
- العبور (2014) بدور "عماد"
- السيدة الأولى (2014) بدور "عمر"
- الإخوة (2014) بدور "أمير"
- الإخوة 2 (2015) بدور "أمير"
- عشق النساء (2014) بدور "عادل"
- البيوت أسرار (2015) بدور "سمير"
- طريقي (2015) بدور "يحيى"
- قصة حب (2015) بدور "رجا"
- العراب -نادي الشرق (2015) بدور "جاد"
- ألوان الطيف (2015)
- الميزان (2016) بدور "المقدم خالد حسني"
- العراب تحت الحزام (2016) بدور "جاد"
- مدرسة الحب (2016)
- أوركيديا (2017) بدور "عتبة بن الأكثم"
- 30 يوم (2017) بدور "توفيق المصري/ سامح"
- حب تحت اسم آخر
- جلنار
- البحث عن المستحيل
- قوس قزح
- أبيض أسود رمادي
- الرحلة (2018) بدور "أسامة"
- تانغو (2018) بدور "عامر الباشا"[7]
- الكاتب (2019) بدور يونس جبران
- عهد الدم (2020)
- النحات (2020)
- ظل (2021) [8]
- عالم كامل (2021) [9]
- حرب أهلية [10]
- منعطف خطر [11](2022)بدور "الضابط هشام"
- الثمن (2023) بدور "زين"
- نظرة حب (2024) بدور "بحر"
- آسر (2025)

## وصلات خارجية
- باسل خياط على موقع IMDb (الإنجليزية)
- باسل خياط على موقع قاعدة بيانات الأفلام العربية
- باسل خياط على موقع قاعدة بيانات الفيلم (الإنجليزية)